# Mia Fernando
Mia Daniela Marie Fernando, född 18 maj 1986, är en svensk specialistfysioterapeut, författare och folkbildare.

## Biografi
Mia Fernando avlade examen från Sjukgymnastprogrammet vid Göteborgs universitet 2008. Hon avlade en medicine magisterexamen vid Karolinska Institutet 2012 och diplomerades som specialistfysioterapeut inom obstetrik, gynekologi och urologi 2018.

## Karriär
Efter att ha arbetat inom geriatrisk rehabilitering och primärvård tog Fernandos karriär en ny riktning efter att hon själv drabbades av en allvarlig förlossningsskada. Sedan 2019 är hon verksam som privatpraktiserande specialistfysioterapeut med fokus på gynekologiska besvär, graviditet och födande.
Tillsammans med sin make farmaceuten Joseph Fernando driver hon webbplatsen BakingBabies om olika aspekter av kvinnohälsa. Hon är även aktiv i debatten kring kvinnovård. Utöver BakingBabies driver Fernando även Instagramkontot Skam_densomger sig som riktar sig mot kristen renhetskultur. Hon är även en aktiv föreläsare och deltar i diskussioner om kvinnors hälsa och ämnen som berör uppväxten inom frikyrkan.
Mia Fernando har skrivit flera böcker, både för en bred allmänhet och för yrkesverksamma inom vården. Tillsammans med illustratören Louise Winblad har hon utgivit fyra böcker om kvinnohälsa på förlaget Fri Tanke. År 2024 debuterade hon som sakprosaförfattare tillsammans med sin syster Sofie Twal Hedman med boken Även den minsta fanatiker behöver sova ibland: En berättelse om Karisma Center. Boken skildrar systrarnas uppväxt i den sektliknande församlingen Stockholm Karisma Center, som under 1990- och 2000-talen präglades av stark hierarki, renhetskultur och maktmissbruk. Genom dagboksanteckningar, berättande prosa och sakprosa belyser boken hur församlingens destruktiva strukturer påverkade deras självbild och psykiska hälsa. Boken mötte god kritik.

## Utmärkelser
Mia Fernando utsågs till Årets fysioterapeut 2017 av Fysioterapeuterna för sitt arbete med att synliggöra och förbättra vården för kvinnor.

## Vetenskapliga publikationer
Mia Fernando har medverkat i två vetenskapliga studier:
- Pelvic floor muscle training with biofeedback or feedback from a physiotherapist for urinary and anal incontinence after childbirth – a systematic review (2023) DOI: 10.1186/s12905-023-02765-7

- Fear-avoidance beliefs: A predictor for postpartum lumbopelvic pain (2020) DOI: 10.1002/pri.1861